# Japan Actuel's
El Japan Actuel's FC es un equipo de fútbol de Madagascar que participa en el Campeonato malgache de fútbol, la principal liga de fútbol en el país.

## Historia
Fue fundado en el año 2004 y es de la localidad de Analamanga, cerca de la capital Antananarivo. Es un equipo que en los últimos años ha sido contendiente en los torneos locales. En la temporada 2011 logró su primer título de liga.
A nivel internacional ha clasificado para 1 torneo continental, en le que fue eliminado en la ronda preliminar por el Power Dynamos FC de Zambia

## Palmarés
- THB Champions League: 1

2011
- Copa de Madagascar: 0
  - Sub-Campeones: 1

2010

## Participación en competiciones de la CAF
| Temporada | Torneo                      | Ronda      | Club             | Casa | Visita | Global |
| --------- | --------------------------- | ---------- | ---------------- | ---- | ------ | ------ |
| 2012      | Liga de Campeones de la CAF | Preliminar | Power Dynamos FC | 1-3  | 0-5    | 1-8    |